# Asterina scleropyri
Asterina scleropyri är en svampart som beskrevs av Hosag. & Chandraprabha 2009. Asterina scleropyri ingår i släktet Asterina och familjen Asterinaceae.   Inga underarter finns listade i Catalogue of Life.